# مأموریت‌های یسوعیان در چیکیتوس
مأموریت‌های یسوعیان در چیکیتوس در استان سانتا کروز استان در شرق بولیوی قرار دارند. شش مورد از این مأموریت‌های سابق که اکنون به شهرداری‌های سکولار تبدیل شده‌اند، در سال ۱۹۹۰ به‌عنوان میراث جهانی یونسکو ثبت شدند. این مأموریت‌ها با ترکیب منحصربه‌فردی از تأثیرات فرهنگی اروپایی و آمریکایی شناخته می‌شوند. مأموریت‌ها به‌عنوان نقاهش توسط یسوعیان در قرن‌های ۱۷ و ۱۸ برای تبدیل قبایل محلی به مسیحیت تأسیس شدند.